# Pontida
Pontida là một đô thị ở tỉnh Bergamo trong vùng Lombardia của nước Ý, có vị trí cách khoảng 40 km về phía đông bắc của Milano và khoảng 13 km về phía tây bắc của Bergamo. Tại thời điểm ngày 31 tháng 12 năm 2004, đô thị này có dân số 3.112 người và diện tích là 10,1 km².
Đô thị Pontida có các frazioni (đơn vị cấp dưới, chủ yếu là các làng) Gaggio sopra, Gaggio sotto, Grombosco, Cerchiera, Buttarello, Sotto i ronchi, Cà frosco, Boffuro, Cà barile, Torchio, Costa, Massera, Roncallo, Cà pietaglio, Valmora, Metà ripa di sotto, Gromfaleggio, Ghiringhello, và odiago.
Pontida giáp các đô thị: Ambivere, Brivio, Calco, Caprino Bergamasco, Carvico, Cisano Bergamasco, Palazzago, Sotto il Monte Giovanni XXIII, Villa d'Adda.